# Південна церква (Амстердам)
52°22′12″ пн. ш. 4°53′59″ сх. д. / 52.37° пн. ш. 4.899722° сх. д.

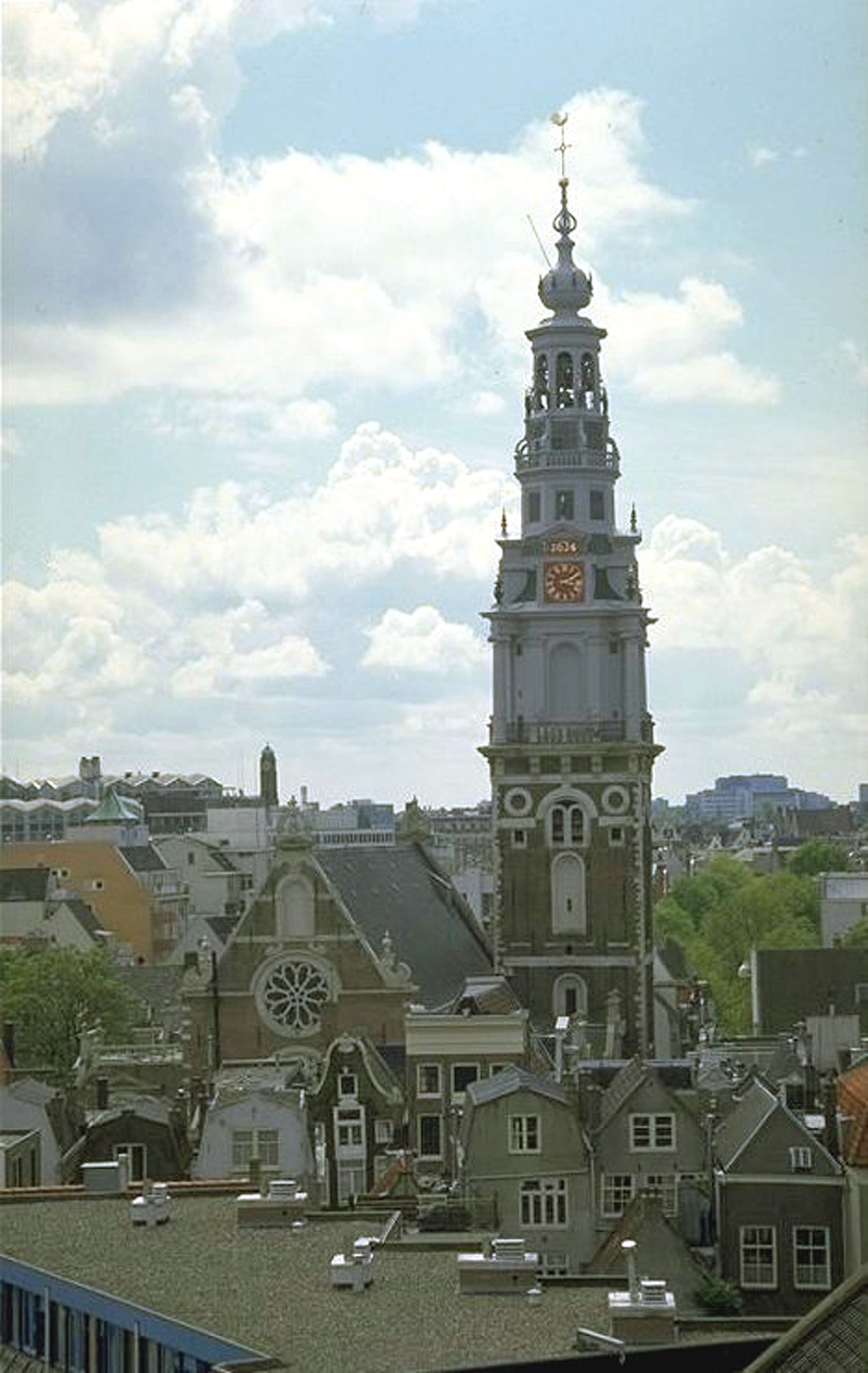
Південна церква (Зьойдеркерк), Амстердам

Південна церква (нід. Zuiderkerk, Зьойдеркерк) — колишній протестантський храм у столиці Нідерландів місті Амстердамі, нині культурний центр; історико-архітектурна пам'ятка доби ренесансу 1-ї половини XVII століття.
Амстердамська Південна церква була побудована у період між 1603 і 1611 роками. Будівництво вежі-дзвіниці було завершено1614 року. Зьойдеркерк був першою протестантською церквою, зведеною в Амстердамі після Реформації. 
Архітектором храму був відомий міський зодчий Гендрік де Кейзер, і тому храм скидається на інші визначні творіння сакральної архітектури Амстердама цього ж архітектора — Вестеркерк і Нордеркерк. Це прямокутна базилікальна тринавова церква. 
Первинно у Зьойдеркерку були 16 вітражів, але їх демонтували ще в 1658, щоб надати внутрішньому простору храму більше світла. 
У Південній церкві Амстердама похований її зодчий Гендрік де Кейзер, із викарбуваними на меморіалі віршами поета Йоста ван ден Вондела, у храмі знайшли свій вічний спокій також троє дітей Рембрандта. 
Зьойдеркерк перестав бути церквою ще в 1929 році, і храмові мистецькі скарби звідти були забрані і зберігається в інших місцях. 
Найтрагічніше використання Південної церкви було наприкінці ІІ Світової війни — у 1944—45 роках тут розмістився тимчасовий морг для багатьох жертв так званої «голодної зими» (нині про ці жахливі події нагадує меморіальна дошка на стіні у церковному подвір'ї). 
Починаючи з 1950 року Зьойдеркерк використовується як культурний центр — зокрема, для проведення різних виставок, зокрема, містобудівничих.
Після ретельної реставрації наприкінці 1970-х років у теперішній час амстердамська Південна церква остаточно закріпилась як центр для місцевих соціальних і культурних заходів.